# ONE: Full Circle
ONE: Full Circle fue un evento de deportes de combate producido por ONE Championship llevado a cabo el 25 de febrero de 2022, en el Singapore Indoor Stadium en Kallang, Singapur.

## Historia
Un Campeonato Mundial de Peso Mediano de ONE entre el actual campeón Reinier de Ridder y el retador titular Kiamrian Abbasov encabezó el evento. Dos peleas titulares adicionales fueron agregadas luego: una pelea por el Campeonato Mundial de Kickboxing de Peso Pesado de ONE entre el campeón Roman Kryklia y el retador Murat Aygun, además de una pelea por el Campeonato Mundial de Muay Thai de Peso Pluma de ONE entre el campeón Petchmorakot Petchyindee y el retador Jamal Yusupov.
Jamal Yusupov y David Branch se retiraron del evento y sus peleas fueron canceladas.

## Resultados
1. ↑  Por el Campeonato Mundial de Peso Mediano de ONE.
2. ↑  Por el Campeonato Mundial de Kickboxing de Peso Semipesado de ONE.
3. ↑  Bigdash no dio el peso (209.4 lbs).
4. ↑  Kadestam no dio el peso (192.4 lbs).

## Bonificaciones
Los siguientes peleadores recibieron bonos de $50.000.
- Actuación de la Noche: Reinier de Ridder y Roman Kryklia